# Parc industriel de la Plaine de l'Ain
Le Parc industriel de la Plaine de l'Ain est une zone d'activité économique (ou parc industriel) destinée aux entreprises industrielles qui se situe dans le sud-ouest du département français de l'Ain, dans la région naturelle de la plaine de l'Ain. 
Construit à partir de 1975 dans une zone jusqu'alors rurale et agricole, et développé parallèlement à la centrale nucléaire du Bugey voisine, il prend son essor dans les années 1990 jusqu'à constituer l'un des principaux pôles d'emploi du département de l'Ain, favorisé par la proximité de la métropole lyonnaise et d'axes de communication et plate-forme de correspondance de grande importance comme l'autoroute A42, la LGV Sud-Est et l'aéroport de Lyon-Saint-Exupéry.
En 2024, le Parc comprend près de 180 entreprises, pour 8 200 emplois,. Il est géré par un syndicat mixte composé de plusieurs collectivités et établissements publics.

## Géographie

### Localisation
| \| Bourg-en-Bresse Lyon Lagnieu Meximieux Pont-de-Chéruy Montalieu-Vercieu \| Localisation dans l'Ain. |
| Bourg-en-Bresse Lyon Lagnieu Meximieux Pont-de-Chéruy Montalieu-Vercieu                                |

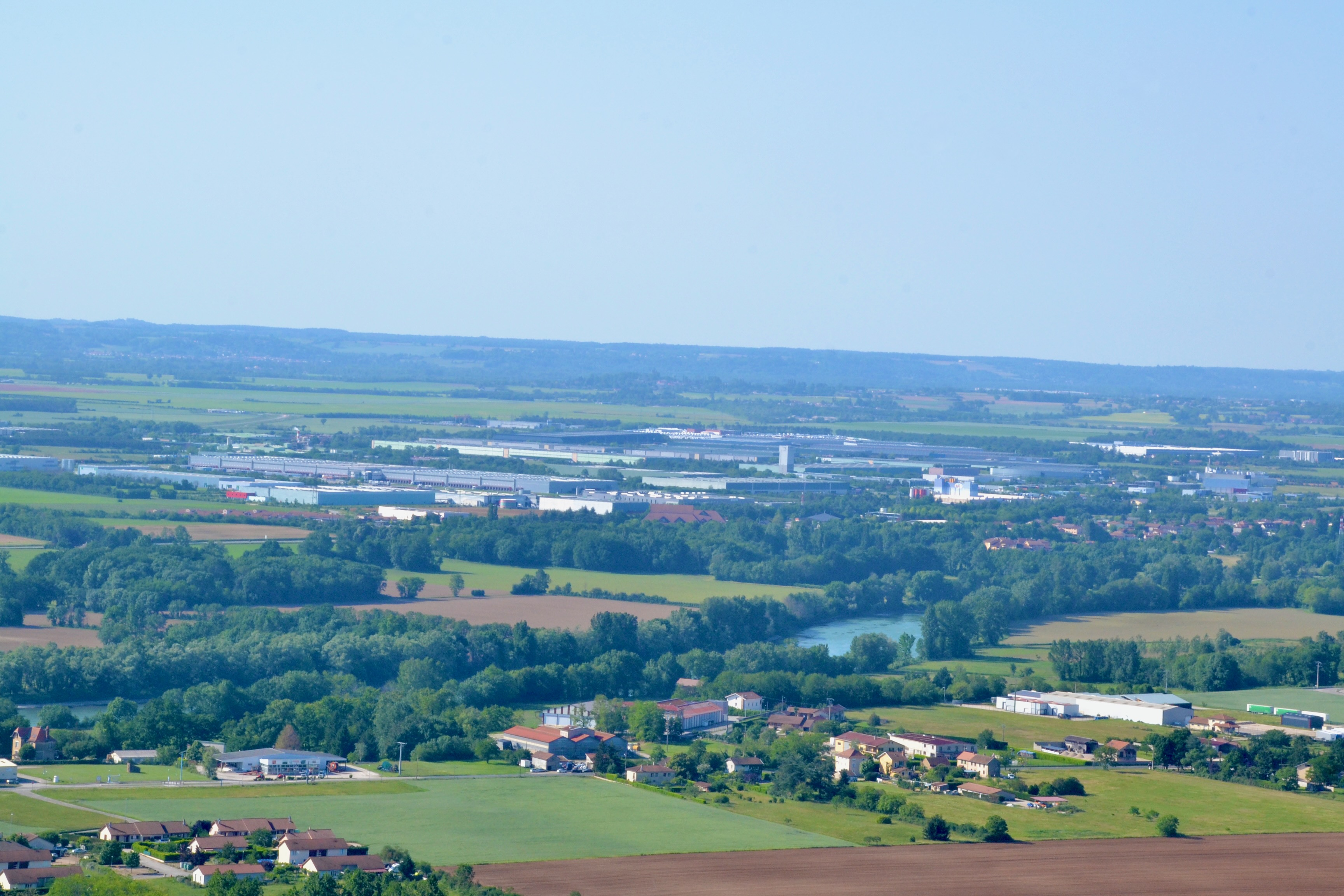
Vue sur le Parc industriel depuis le site archéologique de Larina.

La zone d'activité qui s'étend sur plus de 300 ha est localisée sur le territoire de plusieurs communes de l'Ain, principalement Saint-Vulbas, Sainte-Julie et Blyes, et de façon marginale, Chazey-sur-Ain. La commune de Lagnieu borde également l'emprise du parc. L'altitude moyenne du Parc est de 210 m.
Le Parc se trouve dans la partie sud-ouest du département de l'Ain, dans la région naturelle à qui l'Ain donne le nom de plaine de l'Ain. La zone industrielle est très proche du fleuve Rhône, qui au plus près n'est distant que d'environ 800 mètres vers l'est, dans le secteur de Saint-Vulbas, et qui marque la limite avec le département voisin de l'Isère.
Le Parc se situe à environ 35 km au nord-est de Lyon, et 40 km au sud de Bourg-en-Bresse. Il se positionne au centre d'un losange dont les pointes sont formées des quatre petites villes de Lagnieu (6 km au nord-est), Meximieux (8 km au nord-ouest), Pont-de-Chéruy (11 km au sud-ouest) et Montalieu-Vercieu (10 km au sud-est).
L'axe routier principal est la D124, qui traverse l'emprise du Parc d'ouest en est, menant d'un côté vers Saint-Jean-de-Niost, Meximieux et l'A42, vers Lyon, et de l'autre, vers la D20 (axe Lagnieu-Pont-de-Chéruy) qu'elle rencontre à Saint-Vulbas. D'autres axes routiers desservent le Parc : la D62a de Blyes à Lagnieu, la D84 du Parc vers Saint-Maurice-de-Gourdans et la D77 de Saint-Vulbas à Leyment par Sainte-Julie.

### Contexte
Le site du Parc est déjà occupé durant les âges du bronze et du fer, comme l'attestent des fouilles réalisées à Saint-Vulbas. Deux terrains d'aviation sont également utilisés dans le secteur, à partir des années 1910 à Loyettes, et pendant la Seconde Guerre mondiale à Lagnieu.
Dans les années 1960 et 1970, la plaine est caractérisée par une agriculture reposant sur l'élevage et la culture des céréales. Les terres, alluvionnaires et brumeuses, sont jugées particulièrement ingrates car caillouteuses.

## Histoire

### Genèse

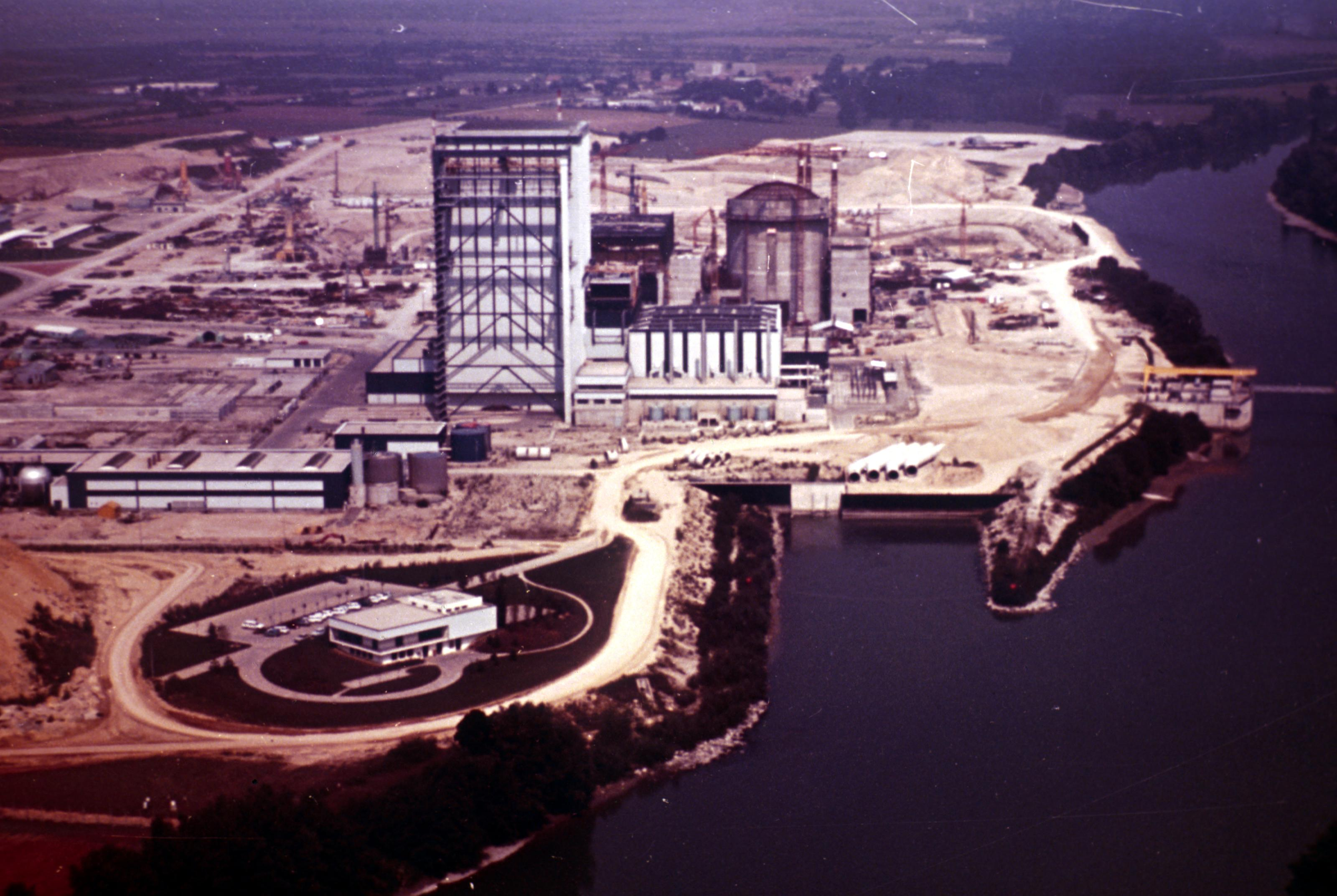
La centrale nucléaire du Bugey en construction.

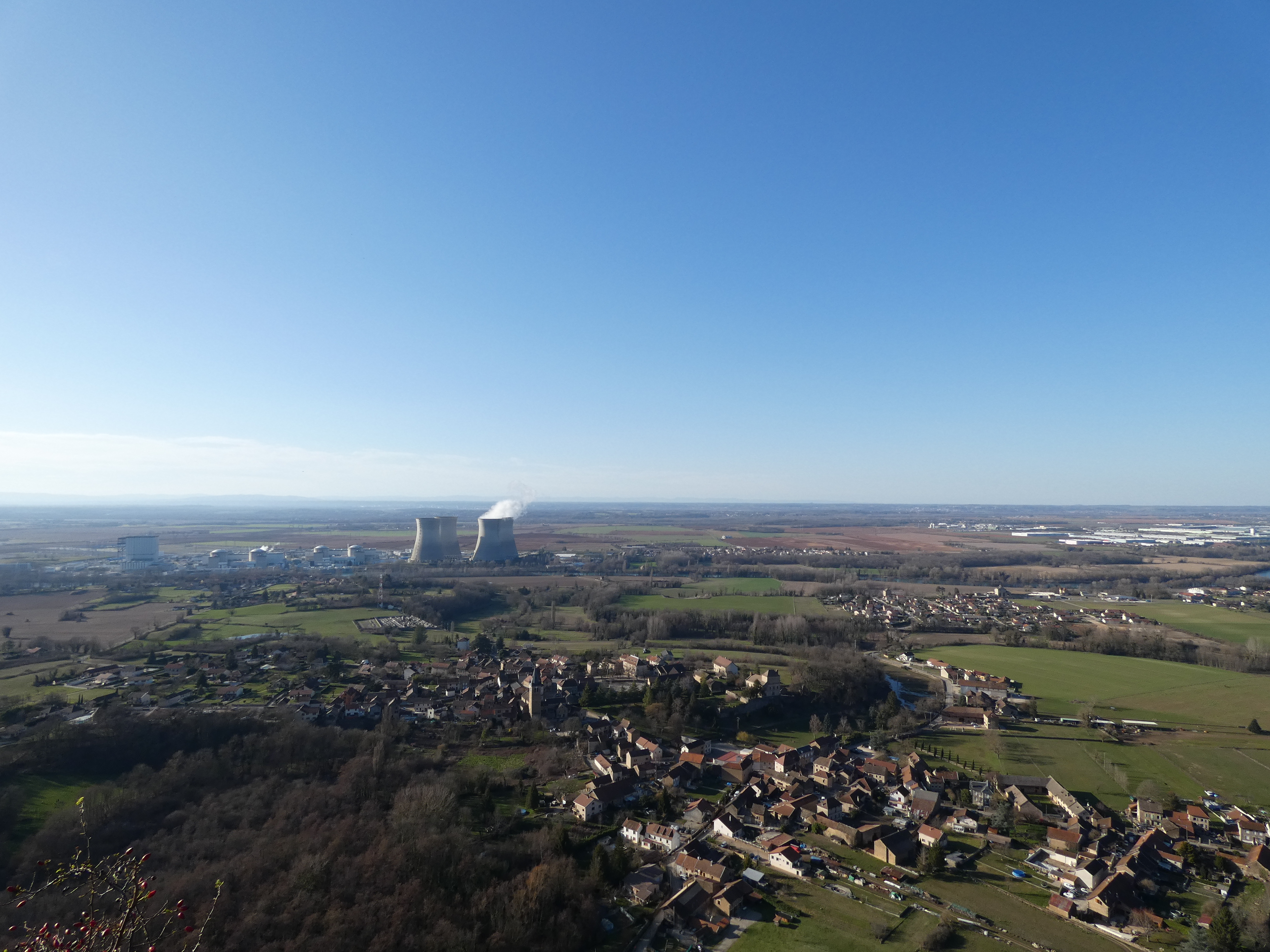
Vue sur la centrale (à gauche) et le parc industriel (à droite).

La création du Parc d'activités s'inscrit dans le contexte de construction de la centrale nucléaire du Bugey, dont le premier réacteur, de type UNGG, est édifié à partir de 1965. Ce chantier génère une importante croissance démographique dans les communes du secteur. Pour encadrer le développement de l'agglomération lyonnaise, et en réaction à la catastrophe de la raffinerie de Feyzin, l'Organisation d'étude d'aménagement de l'aire métropolitaine (OREAM) envisage la création d'une ville-nouvelle de 300 000 habitants entre Meximieux et Leyment, et d'une zone industrielle à Loyettes, destinées entre autres à éloigner les activités industrielles de Lyon. Un projet d'autoroute suivant un axe nord-sud est également envisagé. Le projet est adopté en 1971, mais l'installation de la raffinerie, bien que soutenue par les élus locaux, et la fondation de la ville-nouvelle ne sont jamais effectuées.
Jusqu'alors presque inexistant, le toponyme « Plaine de l'Ain » est imaginé en 1972 pour désigner le territoire convoité. D'abord désigné zone d'aménagement différé puis divisé en zones d'aménagement concerté, le territoire bénéficie de l'implication de Guy de la Verpillière, maire de Lagnieu et parlementaire, qui agrège plusieurs édiles du secteur et permet le déplacement du projet de son site initial, au niveau de la confluence Ain-Rhône, vers le nord, entre Blyes et Saint-Vulbas. À partir de février 1973, le développement du projet se fait sous l'égide d'un District intercommunal de 31 municipalités et d'un Syndicat mixte aménageur, comprenant des collectivités de l'Ain, du Rhône et de l'Isère, et notamment soutenu par le maire de Lyon Francisque Collomb, originaire du Bugey. Les négociations entre le Groupement de défense des propriétaires et exploitants de la Plaine de l'Ain d'une part, et le service des Domaines et le Département puis la Société d'équipement du Département, aboutissent à la cession de terrains agricoles peu fertiles.
Interrogé lors du quarantième anniversaire du projet en 2016, le député Charles de La Verpillière, fils de Guy de La Verpillière, rappelle que l'une des motivations présidant à la création du Parc résidait en l'anticipation de la fermeture de la centre nucléaire du Bugey et la création d'« emplois de substitution ».

### Lancement

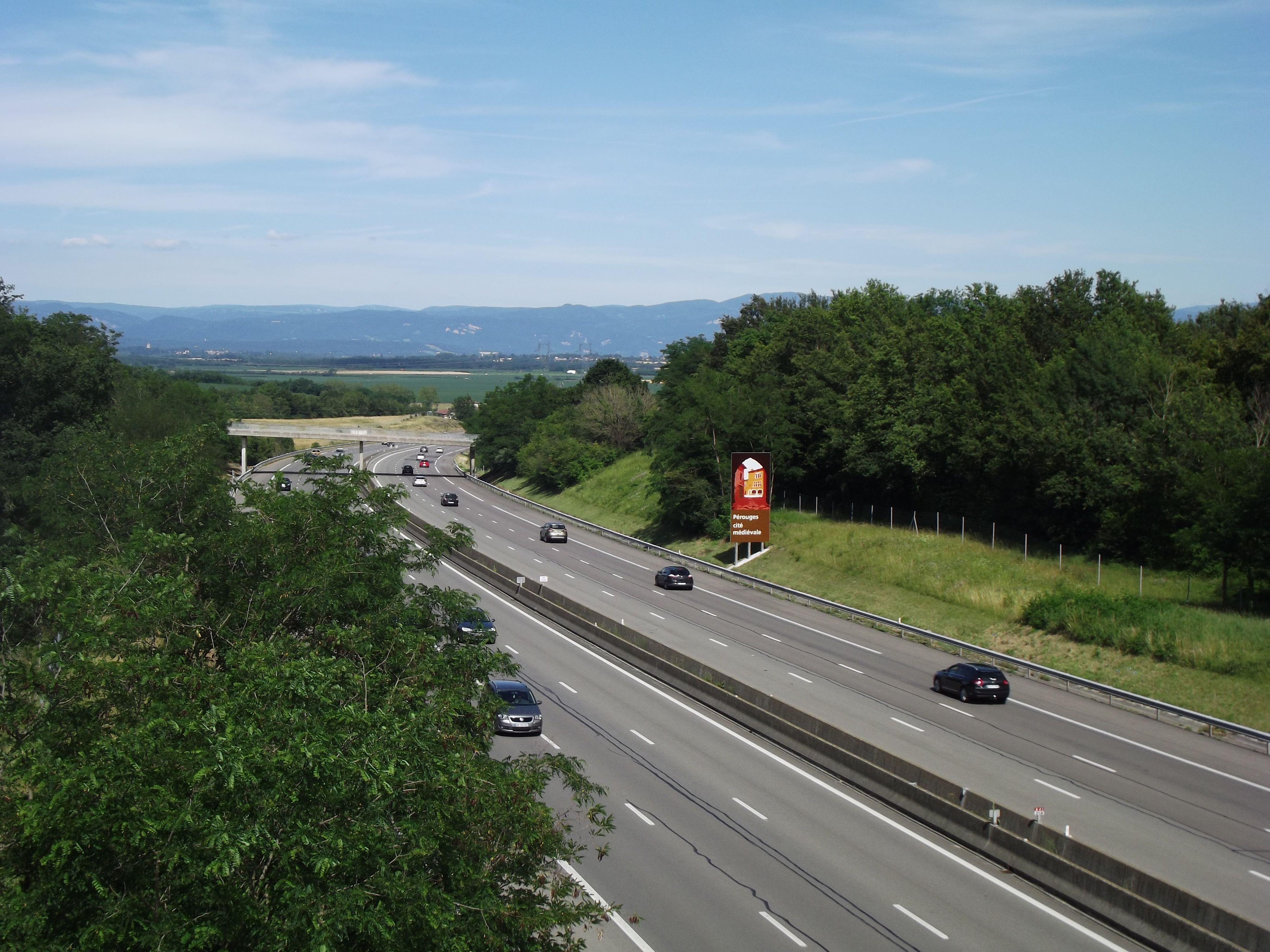
L'A42 à Béligneux.

Retardé, le chantier démarre fin 1975. Une nouvelle route, la D124, comprenant un nouveau pont franchissant le cours de l'Ain dévié à Blyes, est créée en 1977 entre Saint-Vulbas et l'autoroute A42, dont la section Lyon-Chazey n'ouvre toutefois qu'en 1983 ; en conséquence, la D124 aboutit pendant plusieurs années en plein champ. Un embranchement ferroviaire est créé à partir de Leyment, depuis la ligne de Lyon à Genève, jusqu'à la centrale du Bugey, via l'emprise de la zone industrielle. À partir de 1975, des plantations sont effectuées pour donner à la zone l'allure d'un « Parc », et créer des coupures vertes par rapport aux villages.
Les débuts de la zone d'activité, marqués par les deux chocs pétroliers, sont difficiles : plusieurs sociétés envisagent de s'y installer avant de choisir d'autres implantations ailleurs en France. Présidé par Guy de la Verpillière, le syndicat mixte valide début 1975 l'installation d'une première entreprise, la Société européenne des produits réfractaires, filiale de Saint-Gobain qui exploite déjà la verrerie de Lagnieu depuis les années 1920, mais ce projet avorte au dernier moment. C'est finalement une entreprise d'incinération de produits industriels, Plafora, qui constitue le premier site actif de la Plaine de l'Ain ; l'unité est inaugurée par Anne-Aymone Giscard d'Estaing le 3 février 1977, non sans créer des tensions liées à l'entassement des fûts et à la pollution de la nappe phréatique qui est rapidement constatée. Plafora est cédée au groupe Trédi peu après, et l'usine est modernisée dans les années 1980. Le Parc est promu par l'Agence pour le développement économique de la région lyonnaise (ADERLY).
En 1987, on compte 24 entreprises, dont plusieurs sous-traitants du nucléaire et entreprises logistiques, comme Gefco, et l'industrie lourde ne s'est pas développée ; les taxes prélevées sur le fonctionnement de la centrale nucléaire du Bugey permettent toutefois de maintenir la perspective d'un essor.

« Au sein [du conseil général], certains élus s'interrogent de nouveau sur ce vaisseau fantôme de l'industrie régionale, propulsé par le nucléaire et naviguant au gré des courants changeants de l'économie. »

— Le Monde, 7 mai 1987.
Parallèlement, dans un contexte de prise de conscience environnementaliste, le développement de la centrale nucléaire et l'installation de Plafora/Trédi suscitent la mobilisation des militants écologistes. Un « Comité de vigilance de la Plaine de l'Ain » est fondé en 1986 ; il obtient le recalibrage du projet d'agrandissement de Trédi.

### Développement

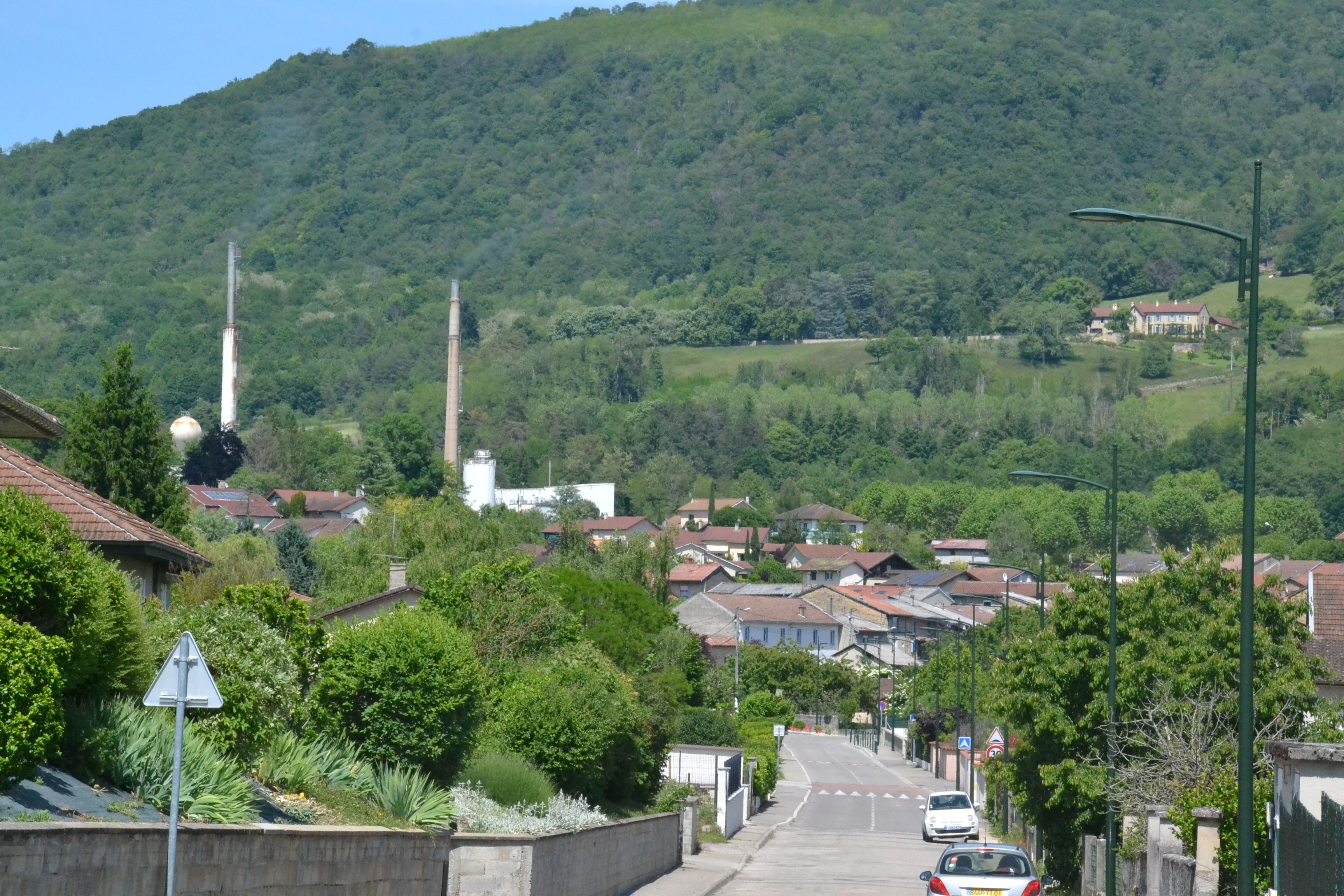
Guy puis Charles de La Verpillière, deux maires de Lagnieu, commune proche du Parc de tradition industrielle, s'impliquent dans le développement du Parc.

La mise en service des sites de Totalgaz en 1983 et de Lever (marques Sun et Cif) en 1984, et l'ouverture de l'A42 génèrent la satisfaction des autorités. Le Syndicat mixte négocie aussi la gratuité de la portion autoroutière pour les usagers entre Balan et Meximieux, au nom de l'accessibilité au Parc industriel. En 1988, le Syndicat mixte reprend totalement la gestion de la zone, à l'échéance de la concession accordée jusqu'alors à la Société d'équipement du Département de l'Ain. La même année, un nouveau projet de Saint-Gobain échoue, au profit d'une implantation à Salaise-sur-Sanne, soutenue par le ministre et ancien PDG de l'entreprise Roger Fauroux.
Dans les années 1990, les autorités du Parc présentent la proximité de la Suisse comme un atout pour le développement de la zone d'activités,. En 1995, le District de la Plaine de l'Ain devient un Syndicat intercommunal à vocation multiple, avant de prendre la forme d'une communauté de communes en 2002, dénommée Communauté de communes de la Plaine de l'Ain. Le développement du Parc se poursuit dans la décennie 1990, notamment autour des métiers de la logistique, favorisés par la proximité de la nouvelle gare TGV de Satolas. À la demande de plusieurs entreprises, une formation de BTS Mécanismes et automatismes industriels ouvre au lycée de la Plaine de l'Ain d'Ambérieu-en-Bugey.
En 2001, l'explosion de l'usine AZF de Toulouse relance les débats concernant la proximité trop grande entre les entreprises chimiques du sud de l'agglomération lyonnaise et les quartiers résidentiels : le journal Le Monde évoque la possibilité de déménager certaines usines dans la plaine de l'Ain.
En 2022, sont mises en place deux lignes de bus à l'initiative de la Communauté de communes, reliant respectivement Ambérieu via Lagnieu et Meximieux au parc.

### Gouvernance
La gouvernance du Syndicat mixte comprend la Région Auvergne-Rhône-Alpes, la Communauté de communes de la Plaine de l'Ain, le Département de l'Ain et la Métropole de Lyon. Sa directrice à partir de 2022 est Émilie Brot-Viounnikoff. Jean Chabry (2008-2015), Charles de La Verpillière (2015-2017) et Jean-Louis Guyader (depuis 2017) en sont les présidents successifs.

### Entreprises installées
Parmi les 188 entreprises installées, sept ont des effectifs supérieurs à 200 personnes : Veepee (642), Plastic Omnium (442), Carrefour (383), K-LINE (347), Orano Démantèlement et services (256), Astr'in Transport & Logistics (300), GXO Logistics (219).